# Abispa ruficornis
Abispa ruficornis är en stekelart som beskrevs av Vecht 1960. Abispa ruficornis ingår i släktet Abispa och familjen Eumenidae. Inga underarter finns listade i Catalogue of Life.